# Jakoś to będzie (film 2004)
Jakoś to będzie – polski krótkometrażowy film dokumentalny z 2004 roku w reżyserii Marcina Koszałki.
Produkcja otrzymała nagrodę Złoty OFF w kategorii filmu dokumentalnego na MFF "OFFensiva" we Wrocławiu.

## Opis filmu
Jakoś to będzie to kontynuacja rodzinnej opowieści Marcina Koszałki, rozpoczętej w obrazie Takiego pięknego syna urodziłam. Kilka lat po wydarzeniach z tamtego dokumentu, autor jest już żonaty i ma małą córkę. Koszałka skupia się przede wszystkim na swoich relacjach z żoną Natalią, ale pojawiają się również jego rodzice – główni bohaterowie Takiego pięknego syna urodziłam.